# Tavakkolān
Tavakkolān (persiska: توكلان) är en ort i Iran.   Den ligger i provinsen Kurdistan, i den nordvästra delen av landet, 400 km väster om huvudstaden Teheran. Tavakkolān ligger 1 876 meter över havet och antalet invånare är 351.
Terrängen runt Tavakkolān är huvudsakligen kuperad, men västerut är den bergig. Tavakkolān ligger nere i en dal. Runt Tavakkolān är det ganska glesbefolkat, med 45 invånare per kvadratkilometer. Närmaste större samhälle är Yāpal, 15,1 km nordost om Tavakkolān. Trakten runt Tavakkolān består i huvudsak av gräsmarker.